# Holoblepharum leptopoma
Holoblepharum leptopoma là một loài Rêu trong họ Hookeriaceae. Loài này được (Schwägr.) Dozy & Molk. mô tả khoa học đầu tiên năm 1846.